# Prutovka nahá
Prutovka nahá (Psilotum nudum) je druh kapradiny z čeledi prutovkovité. Nadzemní prýty jsou zelené, vidličnatě větvené a mají metlovitý vzhled. Rostlina nemá kořeny, listy jsou redukované na drobné výrůstky bez cévního zásobení. Sporangia jsou velká, srostlá po 3 do synangií. Druh se vyskytuje v tropech a subtropech celého světa a místy přesahuje do mírného pásu, např. do jižního Španělska. Občas je pěstován jako zajímavost v botanických zahradách.

## Popis

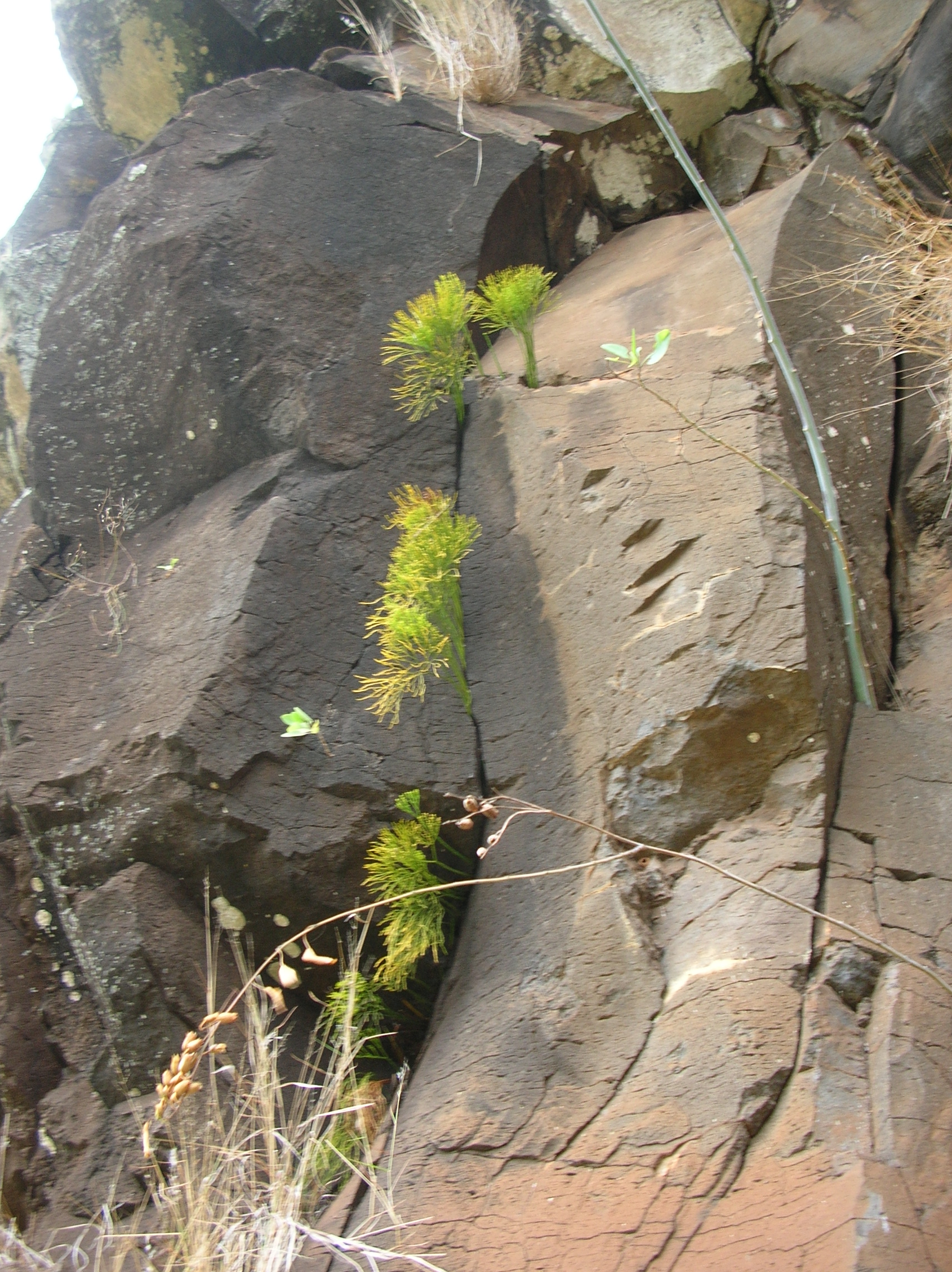
Prutovka nahá na přirozeném stanovišti na Havaji

Prutovka nahá je kapradina velmi neobvyklého vzhledu, rostoucí na skalách, na zemi nebo jako epifyt. Oddenky (podzemní prýty) jsou větvené, 1 až 2 mm tlusté, velmi křehké a lámavé, pokryté hnědými vláskovitými rhizoidy a prorostlé vlákny symbiotické houby. Kořeny chybějí. Nadzemní prýty jsou vzpřímené, zelené nebo žlutozelené, ve spodní části jednoduché, v horní vidličnatě větvené, žebernaté, lysé, 10 až 70 cm dlouhé, 1 až 1,5 mm tlusté. Koncové větévky jsou trojhranné nebo slabě zploštělé. V pokožce nadzemních prýtů jsou průduchy. Listy jsou redukované na pouhé výrůstky bez cévního zásobení a bez průduchů v pokožce. (enafyly). Sterilní listy (trofofyly) jsou celistvé, šupinovité, střídavé, spirálně uspořádané, 1 až 3 mm dlouhé. Sporangia jsou velká, tlustostěnná, bez prstence, srostlá po 3 do synangií. Obsahují velký počet spor. Synangia jsou 1,5 až 3 mm široká, bledě žlutá, laločnatá, přisedlá, umístěná jednotlivě na bázi drobných fertilních, vidličnatých listů (sporofylů). Prokel je podzemní, nezelený, dlouhověký, asi 2 cm dlouhý, pokrytý tenkými rhizoidy a podobný kousku oddenku. Je vyživován prostřednictvím mykorhizy houbovými vlákny. Poblíž konců větví nese samčí a samičí pohlavní orgány - archegonia a pelatky. Spermatozoidy jsou samostatně pohyblivé prostřednictvím svazku bičíků.

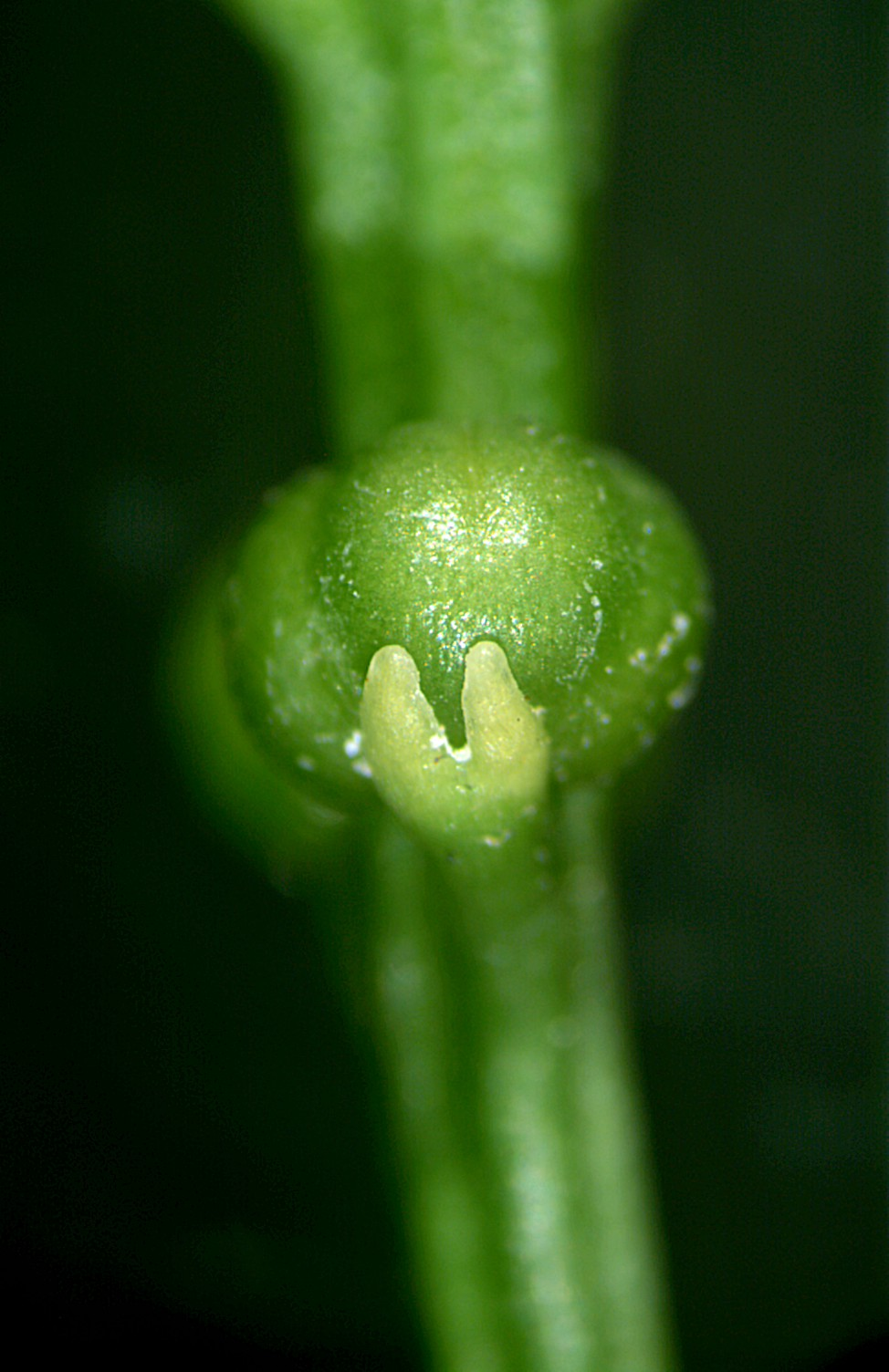
Detail vidličnatého sporofylu a synangia
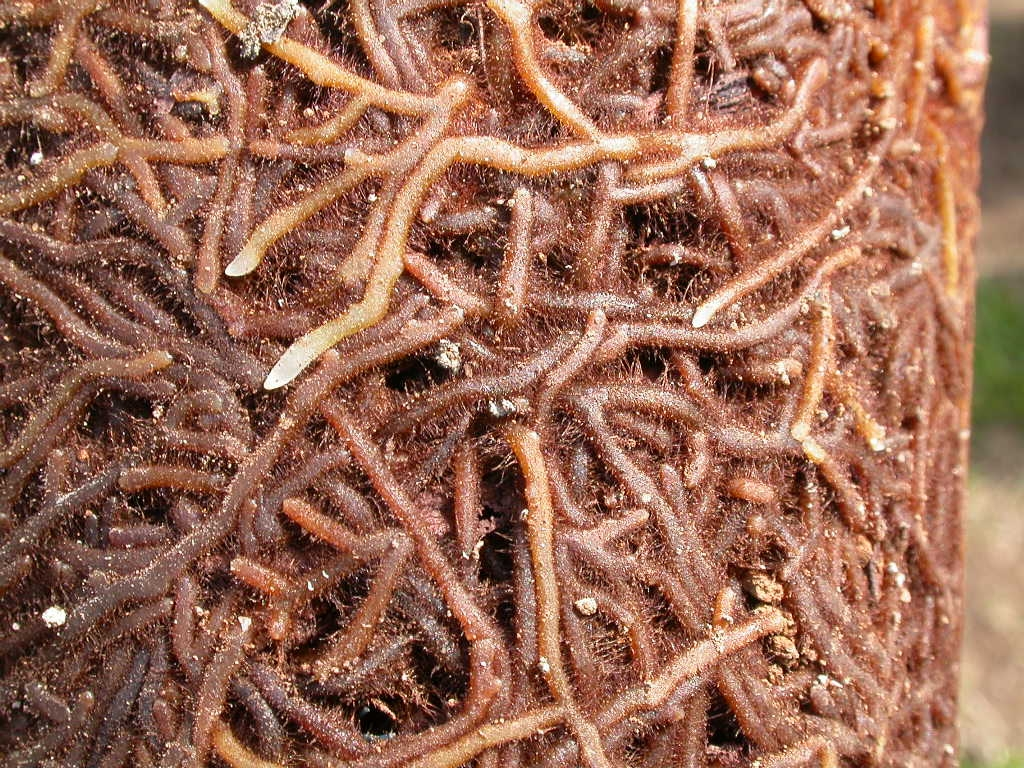
Spleť podzemních prýtů
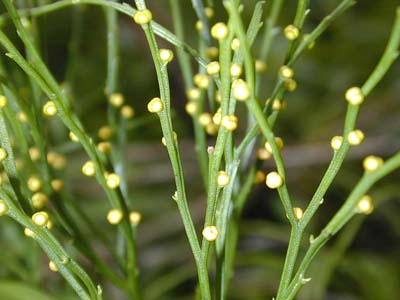
Větévky se sporangii

## Rozšíření
Prutovka nahá se vyskytuje roztroušeně v tropech a vlhkých subtropech téměř celého světa. Místy přesahuje i do nejteplejších oblastí mírného pásu, např. v jižním Španělsku, Novém Zélandu a Západní Austrálii.
V Americe se vyskytuje od jihovýchodu USA až po Argentinu. Na Novém Zélandu roste pouze na Severním ostrově. Ve východní Asii dosahuje na sever po Japonsko a Koreu.

## Význam
Rostlina je občas pěstována jako botanická zvláštnost ve sklenících botanických zahrad, např. v Botanické zahradě v Liberci.
Lze ji pěstovat v propustné nevápenaté zemině. Roste na slunci i v polostínu a nevyžaduje vysokou vzdušnou vlhkost. Množí se pomocí oddělků.